# Postplatyptilia transversus
Postplatyptilia transversus là một loài bướm đêm thuộc họ Pterophoridae. Nó được tìm thấy ở Brasil và Colombia.
Sải cánh dài 15–16 mm. Con trưởng thành bay vào tháng 3 in Colombia và vào tháng 9 in Brazil.